# Abadia de Novalaise
L'abadia de la Novalaise és una abadia benedictina situada al municipi italià de Novalesa (en francès Novalaise), a la regió de Piemont, limítrof de França.

## Història

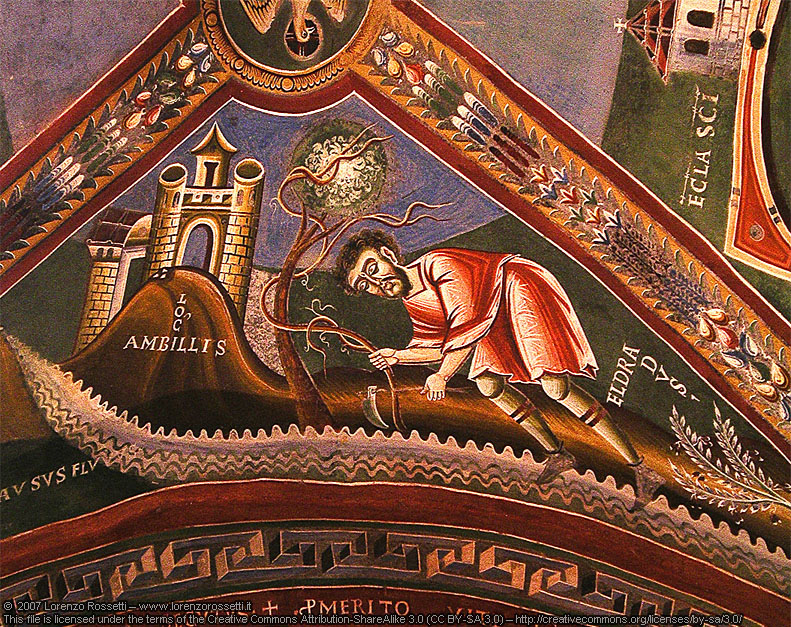
Fresc del dedicado a Sant Eldradi

Aquesta abadia fou fundada el 30 de gener de 726 als peus del Mont Cenis, per Abbó de Provença, rector de la Mauriena i de Susa i futur patrici de Provença. La rica abadia dels sants Pietro i Andrea va conèixer un renom molt gran renom durant l'dinastia carolíngia en què acull més de cinc-cents monjos. Un dels seus pares abats, Eldradi, originari del petit poble d'Ambel, al Delfinat, ha estat canonitzat.
Incendiada el 906 per bandes sarraïnes, va esdevenir després un dels centres culturals més importants de l'edat mitjana.
Fou reconstruïda el 1710 i restaurada el 1890. Els seus murs són tanmateix els murs originals. Els frescos del segle xi que adornen les seves quatre capelles estan ben conservats.
El 1973 el monestir va tornar als benedictins de la Congregació de Sant Jordi.

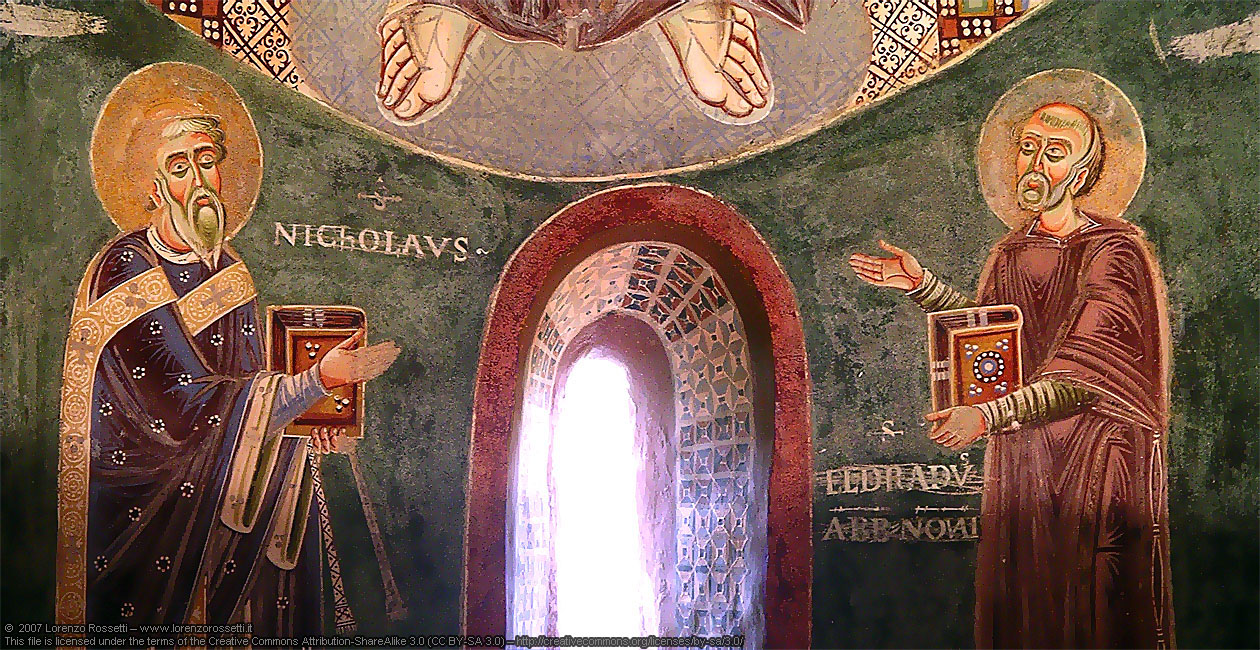
Fresc del a la capella dedicada a Sant Eldradi i a Sant Nicolas.